# Simon Carrington

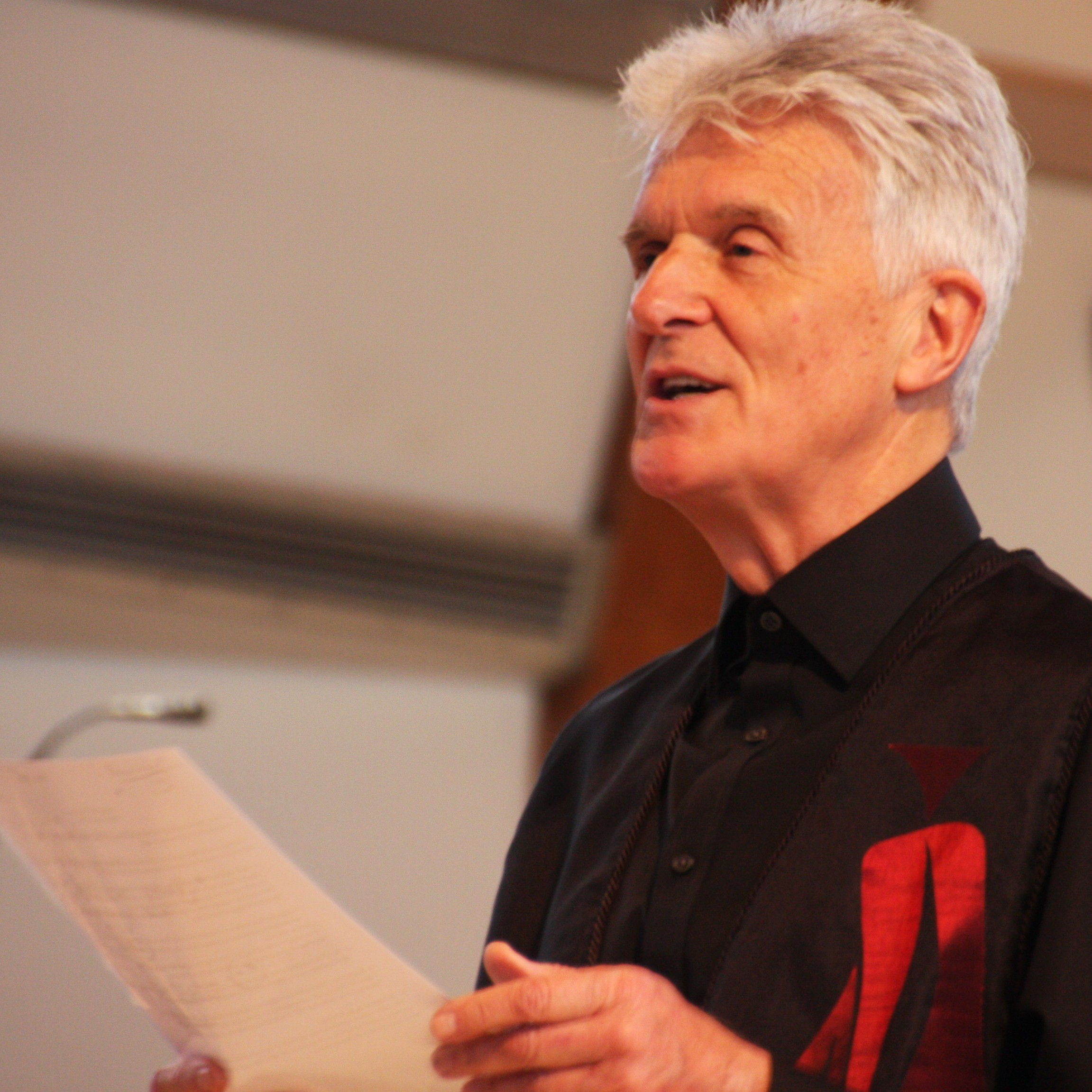
Simon Carrington

Simon Carrington (* 1942 in Wiltshire) ist ein Chorleiter, Konzertsänger und Kontrabassist mit britischem und US-amerikanischem Doppelpass. Er war ein Gründungsmitglied und 25 Jahre lang Mitglied des mit dem Grammy Award ausgezeichneten A-cappella-Vokalensembles King’s Singers.

## Leben
Carrington studierte Anglistik und Musik am King’s College in Cambridge. Für seine aktive Teilnahme und exzellente Gesangsleistung beim College-Chor erhielt er ein Chorschule-Stipendium. Mit 23 Jahren machte er 1965 dort seinen Master-Abschluss. Anschließend erwarb er am New College in Oxford noch eine Berufsqualifizierung als Lehrer.
Von 1968 bis 1993 war er Mitglied (2. Bariton) und Arrangeur der aus dem College-Chor hervorgegangenen, professionell höchst erfolgreichen King’s Singers. Gleichzeitig war er freiberuflich tätig als Kontrabassist, trat häufig mit dem BBC Philharmonic Orchestra und John Eliot Gardiners Monteverdi Orchestra auf.
Nach seinem Ausscheiden aus den King’s Singers zog Carrington in die Vereinigten Staaten und übernahm dort Lehraufträge zunächst an der University of Kansas und später am New England Conservatory of Music in Boston. An der Yale School of Music der Yale University wurde er 2003 Professor für Chorwesen und gründete dort das 24-köpfige Vokalensemble Yale Schola Cantorum, das er sechs Jahre lang leitete.
Im Jahre 2009 wurde er emeritiert. Seitdem übernimmt er nur noch gelegentlich Konzert-Engagements, Workshops und Masterklassen und lebt wieder hauptsächlich in Europa. Einmal im Jahr holt er sein eigenes Ensemble, die Simon Carrington Chamber Singers, zusammen für Konzerte und Aufnahmen. Beim Internationalen A Cappella Wettbewerb Leipzig 2015 sitzt Carrington der vierköpfigen Jury vor.
Carrington lebt mit seiner Ehefrau Hilary heute abwechselnd in London und Südwestfrankreich. Er spricht passabel Französisch und Deutsch. Und er ist Vater der seit 2009 in Berlin lebenden Musikkabarettistin und Cellistin Rebecca Carrington und des Singer-Songwriters James Carrington in Los Angeles.

## Belege
1. ↑  S. Carringtons Curriculum Vitae
2. ↑  Yale Schola Cantorum, founded in 2003 by Simon Carrington (Memento des Originals vom 12. Januar 2015 im Internet Archive)  Info: Der Archivlink wurde automatisch eingesetzt und noch nicht geprüft. Bitte prüfe Original- und Archivlink gemäß Anleitung und entferne dann diesen Hinweis. (englisch)
3. ↑  zum Beispiel: Sarteano Chamber Choir Festival and Choral Workshop
4. ↑  Biography Simon Carrington (englisch)
5. ↑  Simon Carrington Chamber Singers: Juxtapositions Album (David Lang Music, 2012)
6. ↑  Juroren des A Cappella Wettbewerbs Leipzig

| Personendaten    | Personendaten                                                          |
| ---------------- | ---------------------------------------------------------------------- |
| NAME             | Carrington, Simon                                                      |
| KURZBESCHREIBUNG | US-amerikanisch-britischer Chorleiter, Konzertsänger und Kontrabassist |
| GEBURTSDATUM     | 1942                                                                   |
| GEBURTSORT       | Wiltshire                                                              |